# Ламет, Александр
Александр Теодор Виктор, граф де Ламет (фр. Alexandre Théodore Victor, comte de Lameth; 28 октября 1760, Париж — 18 марта 1829, Париж) — французский политический и военный деятель, участник войны за независимость США и Великой французской революции, генерал-лейтенант (1814). Брат Шарля Ламета.

## Война в Америке
Александр Ламет родился в Париже в старинной аристократической семье. Как и большинство родовитых дворян, выбрал карьеру военного и поступил на службу в королевской гвардии. Ещё молодым человеком Ламет участвовал в войне за независимость 13 английских колоний, отправившись в Северную Америку с экспедиционным корпусом маркиза Рошамбо (1780). Ламет участвовал в нескольких крупных сражениях, был ранен во время Йорктаунской операции. Во Францию он вернулся спустя пять лет.

## Революция

### В Национальном собрании
В 1789 году Ламет был избран депутатом Генеральных штатов от дворянства Перонна. 25 июня, во время конфликта депутатов от третьего сословия с королём, Ламет в числе 47 депутатов-дворян перешёл на сторону представителей народа, объявивших себя Национальным собранием. Ночью 4 августа 1789 года Ламет вместе с виконтом де Ноаем и герцогом д’Эгийоном предложил духовенству и дворянству отказаться от большинства феодальных прав, безвозмездно или за выкуп.
В первые месяцы работы Национального собрания Ламет сблизился с двумя депутатами — Антуаном Барнавом и Адриеном Дюпором. Их прозвали «триумвиратом». Барнав, Ламет и Дюпор стали лидерами левой части Собрания, составлявшей большинство, и контролировали работу Ассамблеи вплоть до её роспуска летом 1791 года.
29 сентября 1789 года Ламет, выступая в Собрании, предложил создать особый комитет, который занимался бы вопросами, связанными с армией. 1 октября предложение о создании Военного комитета было принято, a Ламет стал его председателем.
Комитет занялся реформированием французских вооружённых сил. Теперь возможность продвижения по службе определялась не социальным происхождением, как это было при Старом режиме, а личными заслугами. Была ликвидирована гвардия (как оплот контрреволюции) и так называемая провинциальная милиция, служившая резервом для регулярных войск на случай войны. На смену ей пришли мобильные части Национальной гвардии — «национальные волонтёры». Было улучшено материальное положение солдат и офицеров.

### В политических объединениях
Ламет был одним из основателей Клуба Массиак, образованного вскоре после начала революции. В него входили плантаторы, владевшие крупной собственностью на французских островах Карибского бассейна, а также негоцианты, занимавшиеся торговлей с колониями. Клуб выступал за сохранение работорговли и против предоставления гражданских прав цветному населению колоний. Для достижения этих целей Ламет использовал своё влияние в Ассамблее: заручившись поддержкой Барнава, он смог убедить Национальное собрание сохранить статус кво в правовом положении жителей заокеанских территорий Франции.
В конце 1789 года Ламет вступил в более влиятельную организацию — Якобинский клуб. Как и в случае с Национальным собранием, политическую позицию клуба определял «триумвират» и его сторонники. Так было до весны 1791 года, когда произошли первые серьёзные столкновения между Барнавом, Ламетом и Дюпором, с одной стороны, и радикальным крылом якобинцев во главе с Петионом и Бриссо. Вареннский кризис стал точкой окончательного размежевания двух этих сил: Барнав, Ламет и Дюпор основали Клуб фельянов, стоявший на умеренных конституционно-монархических позициях. Якобинцы же требовали отречения Людовика XVI или существенного ограничения его власти.
Несмотря на кажущуюся победу фельянов (даже после попытки бегства король сохранил большинство своих полномочий, а выступления парижан против него были жестоко подавлены), в дальнейшем они утратили популярность у нации и перестали играть заметную роль в политической жизни страны.

## Эмиграция и возвращение во Францию

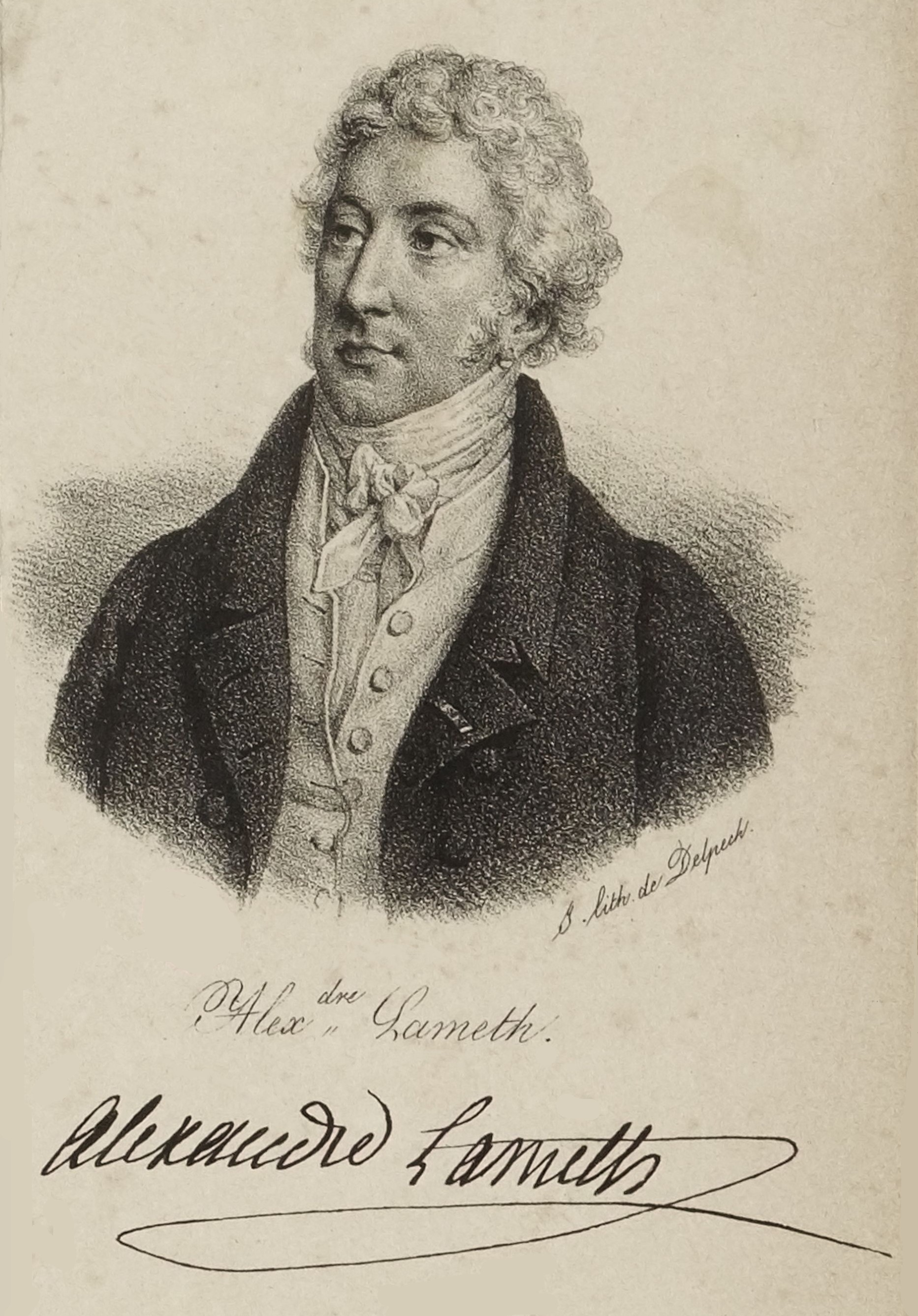
А. Ламет, префект Империи. Литография Франсуа Дельпеша

В начале сентября 1791 года, приняв конституцию Франции, закончило свою работу Национальное собрание. В новый законодательный орган — Законодательное собрание — Ламет не баллотировался, так как согласно одному из последних декретов Ассамблеи её члены не имели на это права.
После объявления войны Австрии Ламет, имевший звание бригадного генерала, был отправлен в Северную армию Люкнера. Через пять месяцев, получив известие о событиях 10 августа и падении монархии, Ламет попытался привести свои войска к повторной присяге королю и конституции, но, потерпев неудачу, вместе с Лафайетом перешёл на сторону австрийцев. Однако от ареста это его не спасло — имперские чиновники, памятуя о бурном революционном прошлом Ламета, приказали взять генерала под стражу. В тюрьме он пробыл до 1797 года, а на родину вернулся лишь в период Консулата.
При Наполеоне Ламет был префектом департаментов Нижние Альпы, Рейн и Мозель, Рур, По. В 1810 году он получил титул барона Империи, тогда же стал кавалером, а вскоре — офицером Ордена Почётного легиона. Во время Ста дней Ламет открыто поддержал императора и был произведён в пэры Франции (вторая реставрация лишила его этого звания). C 1820 года Ламет несколько раз избирался в палату депутатов, где примыкал к либералам.

## Ламет и Россия
В 1787 году Ламет принимал участие в южном путешествии Екатерины II. В Киеве он познакомился со своим знаменитым тёзкой — будущим фельдмаршалом Суворовым. Об их первой встрече сохранился анекдот, записанный графом Сегюром.
Увидев незнакомого офицера, Суворов подошел к нему и резко спросил:

— Откуда вы родом?

— Франция.

— Ваше звание?

— Военный.

— Ваш чин?

— Полковник.

— Имя?

— Ламет.

— Хорошо, — сказал Суворов и собрался отойти в сторону, но Ламет, раздосадованный бесцеремонным обращением русского генерала, остановил его и спросил в той же манере:

— A вы откуда родом?

— Россия.

— Ваше звание?

— Военный.

— Ваш чин?

— Генерал.

— Имя?

— Суворов.

— Хорошо.

Оба расхохотались и разошлись друзьями.

## Факты
- Ламет — автор «Истории Конституционной Ассамблеи» (Histoire de l’Assemblée Constituante; впервые опубликована в Париже, 1829), биографического сочинения, посвящённого первым годам Революции и работе Национального собрания.
- Братья Александра Ламета Шарль (1757—1832) и Теодор (1756—1854) так же, как и Александр, были депутатами Собрания, якобинцами, а затем фельянами[7]. Эмигрировали после свержения Людовика XVI (Шарль Ламет в Гамбург, Теодор — в Швейцарию), с установлением консульской власти возвратились во Францию.